# ألين ويه
ألين ويه (بالإنجليزية: Allen Weh) (و. 1942 – م) هو ضابط من الولايات المتحدة الأمريكية .
وهو عضو في الحزب الجمهوري .

## التعليم
تعلم في جامعة نيومكسيكو.

## جوائز
حصل على جوائز منها وسام "العمل الشجاع في الحرب الوطنية العظمى 1941-1945، ووسام الجو، وستار سيلفر، ووسام الاستحقاق.